# Suburra - La serie
Suburra - La serie è una serie televisiva italiana, liberamente ispirata all'omonimo romanzo di Giancarlo De Cataldo e Carlo Bonini. Si tratta del secondo adattamento dell'opera, dopo il film del 2015 diretto da Stefano Sollima, da cui riprende alcuni personaggi e gli attori che li interpretano.
È la prima serie originale italiana distribuita da Netflix. La prima stagione venne pubblicata nel 2017, la seconda nel 2019, la terza nel 2020. Nel 2023 viene distribuito sempre su Netflix lo spin-off Suburræterna.

## Trama

### Prima stagione
La serie segue le vicende di alcuni personaggi tra politici, criminali e persone comuni, coinvolti negli affari malavitosi della città di Roma, sullo sfondo dell'assegnazione degli appalti per la costruzione del Porto Turistico di Roma nel quartiere di Ostia.
Nel febbraio del 2008, a seguito dell'annuncio delle dimissioni da parte del sindaco di Roma, Samurai (ispirato a Massimo Carminati, ex criminale ed ex terrorista italiano), boss criminale del malaffare romano, ha solo 21 giorni per concludere l'acquisto di alcuni terreni del lungomare di Ostia, parte di proprietà del Vaticano e parte di proprietà della famiglia Adami, e far approvare dalla Commissione all'Edilizia la riunione degli stessi in un solo lotto. Questo è un passo obbligatorio e preliminare alla costruzione del Porto Turistico che dovrà sorgere in loco, il cui appalto è nelle mire delle mafie del sud Italia, strategico per il traffico di droga (principale attività delle famiglie Adami e Anacleti) e per entrare nel giro di affari della capitale.
Aureliano Adami vive con il padre Tullio, che mal sopporta, e con la sorella Livia, e sogna di costruire uno chalet sui terreni di Ostia di appartenenza della madre, morta molti anni prima. La famiglia Adami si oppone fermamente al progetto di Aureliano; infatti sia Livia che il padre non informano Aureliano del progetto di cedere i terreni a Samurai e di entrare nell'affare del Porto. L'altro personaggio principale, Spadino, appartiene alla famiglia Anacleti, di etnia sinti, dedita allo strozzinaggio e in misura minore allo spaccio di stupefacenti, ma è disinteressato alle attività criminali organizzate dalla sua comunità e non accetta il ruolo attribuitogli dal fratello Manfredi e dalla madre che hanno combinato per lui un matrimonio con la figlia del patriarca di un'altra importante famiglia sinti. Spadino è omosessuale ma tiene nascosto alla famiglia il suo orientamento. La famiglia Anacleti e la famiglia Adami sono avversarie per il controllo delle attività criminali della zona di Ostia, storicamente sotto il controllo degli Adami per quello che riguarda il traffico degli stupefacenti.
Gabriele Marchilli, il terzo protagonista, sembra il classico bravo ragazzo ed è figlio di un poliziotto, che sogna per lui un futuro da funzionario di polizia. Vive con il padre, ma all'insaputa di questi si destreggia tra l'università e lo spaccio di cocaina ed MDMA, rifornendo tutte le feste della Roma benestante, durante le quali in genere partecipano personalità politiche, clericali e criminali. Egli viene usato come pedina da Samurai per i suoi interessi. Sara Monaschi è un revisore di conti spregiudicata, lavora in Vaticano e, insieme al marito, gestisce una società interessata ai terreni di Ostia, presi di mira da Samurai. Amedeo Cinaglia è invece un politico, consigliere comunale del comune di Roma, onesto e idealista; sente fortemente il senso del dovere nei confronti dell'elettore ma è pieno di rancore nei confronti del partito in cui non si sente rappresentato, ma anzi sottovalutato nonostante il suo lavoro in commissione e la sua integrità. Vive un conflitto interno legato alla sua morale, ma sarà costretto a scendere a compromessi con Samurai per raggiungere i suoi obiettivi, passando dall'altra parte. Sia Sara Monaschi che Amedeo Cinaglia sono coinvolti loro malgrado nell'affare dei terreni di Ostia, la prima come antagonista di Samurai, l'altro come pedina.

### Seconda stagione
Le vicende hanno luogo tre mesi dopo la fine della prima stagione, nei quindici giorni prima delle elezioni del nuovo sindaco di Roma, dal 14 al 22/23 giugno  2008. Sono giorni cruciali per il futuro della capitale.
Proprio a causa di questa scadenza ad alto impatto sociale, la battaglia tra politici corrotti, Chiesa e criminalità organizzata si fa ancora più intensa. Il potere sulla città di Roma è al centro delle dinamiche della seconda stagione che, quindi, allarga il suo “raggio d’azione” rispetto alla prima che ruota intorno al Vaticano e ai terreni di Ostia. La competizione per il potere è spietata e i personaggi sono sempre più desiderosi di ottenerlo.
Nella gara per guadagnarsi fama e rispetto nella capitale vediamo partecipare i protagonisti della prima stagione che, però, sono cambiati. Infatti, se nel primo ciclo di episodi Aureliano, Lele e Spadino hanno l’obiettivo di affermarsi per quello che sono prendendo le distanze da fratelli maggiori, famiglie ingombranti o padri pressanti, nelle puntate della seconda stagione sono adulti.
Essere diventati grandi significa anche aver maturato la consapevolezza di quello che si vuole. La posta in gioco è ancora più alta rispetto alla prima stagione: proprio per questo sono disposti a tutto e si dimostrano combattivi.

### Terza stagione
Le vicende hanno luogo pochi giorni dopo il suicidio di Lele e il risveglio di Manfredi dal coma, ora in terapia intensiva e agli arresti domiciliari. Adesso Aureliano e Spadino hanno intenzione di vendicare Lele e tutte le vittime di Samurai. Dopo aver compiuto la vendetta cercano di accordarsi con Cinaglia. Quest'ultimo infatti ha in mente di coinvolgerli in occasione del Giubileo Straordinario indetto dal Papa, in Africa. Il nuovo obiettivo dei due è adesso anche la gestione degli affari di Roma Nord, autoproclamandosi come "i nuovi Re di Roma".

## Episodi
| Stagione         | Episodi | Pubblicazione |
| ---------------- | ------- | ------------- |
| Prima stagione   | 10      | 2017          |
| Seconda stagione | 8       | 2019          |
| Terza stagione   | 6       | 2020          |

## Personaggi e interpreti

### Personaggi principali

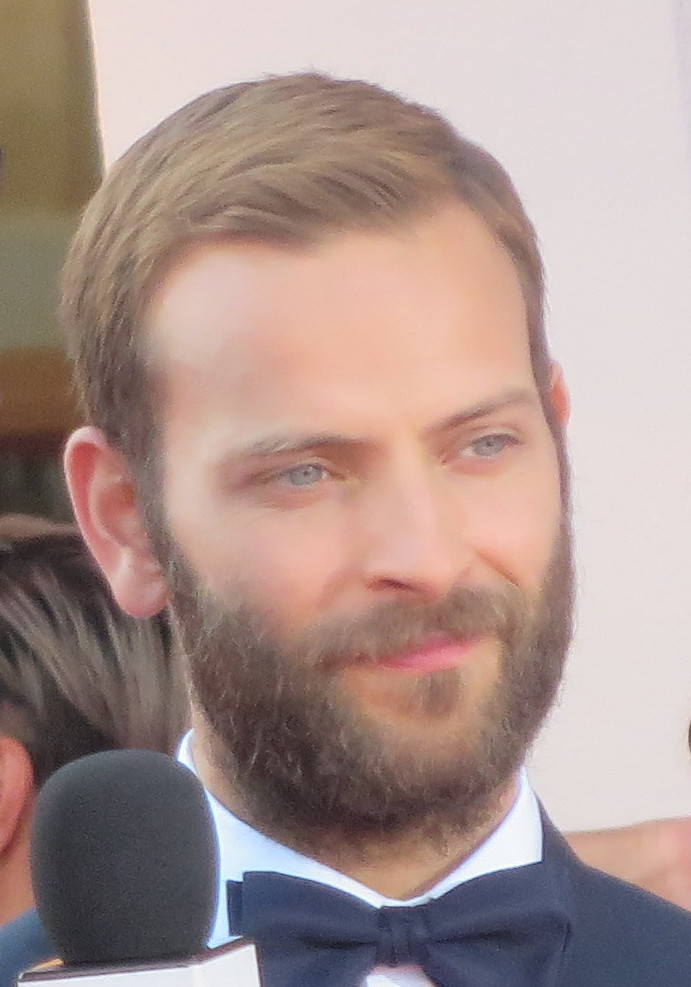
Alessandro Borghi interpreta Aureliano Adami

- Aureliano Adami (stagioni 1-3), interpretato da Alessandro Borghi.
Secondogenito della famiglia criminale Adami, ha sogni di grandezza che vanno contro le idee caute del padre, causando spesso forti contrasti tra i due. Costruisce un'alleanza con Spadino e Lele.
- Alberto "Spadino" Anacleti (stagioni 1-3), interpretato da Giacomo Ferrara.
Fratello di Manfredi, il boss del clan zingaro sinti degli Anacleti, si trova oppresso dal fratello e vorrebbe essere libero dalla famiglia, alla quale nasconde la propria omosessualità, frequentando ragazzi di nascosto, tra cui Teo, che si trova costretto ad uccidere per non far sapere alla sua famiglia di essere omosessuale, in quanto rapito da un cugino di Spadino e costretto a dire tutto. È innamorato di Aureliano ma è sposato con Angelica a causa di un matrimonio combinato.
- Gabriele "Lele" Marchilli (stagioni 1-2), interpretato da Eduardo Valdarnini.
Figlio unico di un poliziotto ed abbandonato dalla madre quando era piccolo, a causa di un debito col Samurai si trova invischiato in affari più grandi di lui. È legato da una relazione extraconiugale con Sara Monaschi ed ha un rapporto conflittuale con il padre dopo che sua madre lo ha abbandonato andandosene via di casa quando era piccolo. Samurai costringe Gabriele ad uccidere il padre di Aureliano, e cerca di tendere una trappola ai suoi due amici con l'aiuto di suo padre Franco. Durante l'agguato però, Franco muore ucciso da Aureliano, venuto in difesa di Spadino. Alla morte del padre, intraprende la professione di ispettore mantenendo i suoi rapporti con Spadino e Aureliano. Tre mesi dopo la morte di suo padre, nel giugno 2008, sopraffatto da una vita criminale che non riesce a sostenere, si suicida sparandosi davanti ai suoi sodali.
- Valerio "Samurai" (stagioni 1-3), interpretato da Francesco Acquaroli.
Potente criminale romano, con un passato nelle file dell'estrema destra eversiva, mantiene l'ordine tra i diversi gruppi criminali di Roma ed è in contatto con le famiglie mafiose del sud. Viene ucciso da Spadino nella terza stagione con un colpo di pistola in testa, dopo averlo ferito alle gambe. Il personaggio di Samurai è ispirato a Massimo Carminati.

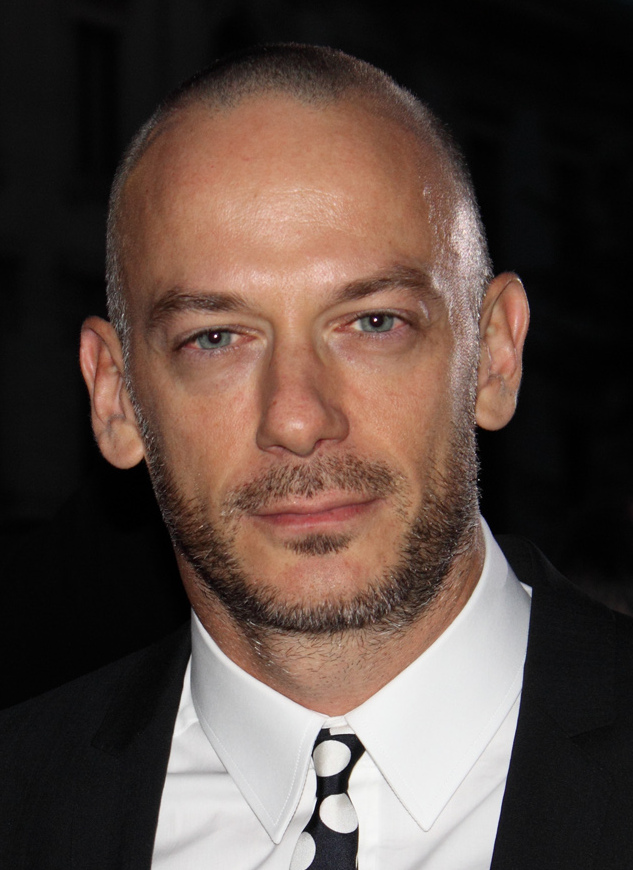
Filippo Nigro interpreta Amedeo Cinaglia

- Amedeo Cinaglia (stagioni 1-3), interpretato da Filippo Nigro.
Padre di famiglia e politico idealista ed onesto, membro del consiglio comunale di Roma, è frustrato dall'insuccesso della sua carriera. Viene avvicinato da Samurai, che lo seduce con promesse di grandezza, in cambio di aiuto nell'affare di Ostia. Successivamente si propone come punto di riferimento delle famiglie del sud nel consiglio comunale romano.
- Sara Monaschi (stagioni 1-3), interpretata da Claudia Gerini.
Revisore dei conti del Vaticano, vuole i terreni di Ostia per la ditta edile del marito, che però tradisce con il giovane Gabriele, entrando così in conflitto con "Samurai". Perduta la battaglia per i terreni di Ostia a causa del tradimento della contessa e lasciata dal marito, si allea con il cardinal Pascagni per la gestione dell'affare migranti. Abbandona Roma nella terza stagione per gestire gli affari in Sicilia.
- Manfredi Anacleti (stagioni 1-3), interpretato da Adamo Dionisi.
Boss del clan zingaro degli Anacleti, è fratello maggiore di Spadino. Rimane gravemente ferito da Aureliano Adami proprio mentre cercava di ucciderlo. Si risveglia dal coma alla fine della seconda stagione. Nella terza stagione, in riabilitazione, viene sgozzato da Spadino dopo il fallito tentativo di agguato ai danni di quest'ultimo, che ha tolto la vita a Aureliano e a tutti gli uomini del clan Anacleti.
- Livia Adami (stagioni 1-2), interpretata da Barbara Chichiarelli.
Sorella maggiore di Aureliano, con cui ha un rapporto quasi simbiotico ma allo stesso tempo conflittuale. Alla morte del padre cerca di prendere in mano gli affari di famiglia al posto del fratello stringendo accordi con le altre famiglie romane e soprattutto con Samurai. Ha una relazione con Quirino, ma si vede costretta a eliminarlo dopo aver scoperto il suo doppio gioco. Viene infine diseredata ed umiliata da Aureliano, poi uccide la sua fidanzata Isabel. Circa 3 mesi dopo, nel giugno 2008, dopo essersi riappacificata con suo fratello Aureliano, viene uccisa da Samurai come vendetta verso suo fratello.
- Tullio Adami (stagione 1, ospite stagione 2), interpretato da Federico Tocci.
È il padre di Aureliano e Livia. Si trova coinvolto nell'affare di Ostia ma nel bel mezzo della faida con gli Anacleti viene ucciso da Gabriele, su ordine di Samurai che ricattava Gabriele per un debito di ventimila euro.
- Monsignor Theodosiou (stagione 1), interpretato da Gerasimos Skiadaresīs.
È un alto esponente del Vaticano decisivo nella Commissione incaricata per l'assegnazione dei terreni di Ostia. È manipolato da Sara Monaschi che gli organizza festini a base di droga e prostitute. In uno di questi festini, durante il quale collassa, viene ripreso in un video e per questo ricattato e sequestrato da Aureliano, Spadino e Lele ma viene rilasciato su pressione di Samurai. Ritiratosi in un convento fuori Roma, si suicida di fronte ad un secondo ricatto dei tre giovani, preso dai rimorsi e dai sensi di colpa per la sua doppia vita.
- Contessa Sveva Della Rocca Croce (stagioni 1-2), interpretata da Elisabetta De Palo.
Potente membro dell'alta società romana, è ostile al Samurai per motivi personali in quanto ha costretto tramite ricatto il marito a cedergli la sua azienda, dopodiché l'uomo si era suicidato. In realtà questo è un modo per arrivare a trattare direttamente con lui, cedendogli i terreni ora in mano alla Monaschi, ed in cambio Samurai restituisce alla donna l'azienda che aveva sottratto al marito. Viene uccisa tre mesi dopo da Aureliano simulando che sia stata uccisa da un extracomunitario e favorire così la destra alle elezioni.
- Angelica Sale (stagioni 1-3), interpretata da Carlotta Antonelli.
È la giovane moglie di Spadino, avuta in un matrimonio combinato tra famiglie sinti. Lei viene trascurata dal marito, e rimane ferita in un agguato degli Adami. Scoperta l'omosessualità del marito, riesce ugualmente a concepire un figlio. Ha un cattivo rapporto con la suocera Adelaide.
- Franco Marchilli (stagioni 1-2), interpretato da Renato Marchetti.
Padre di Lele, è un funzionario di polizia. Ignaro della doppia vita del figlio, desidera renderlo il suo "erede" ma lo smaschera in seguito e rimane profondamente deluso. Lele, sotto minaccia di Samurai, lo usa per liberarsi di Aureliano e Spadino, ma le cose prendono una svolta differente e viene ucciso da Aureliano alle spalle con un colpo di pistola mentre stava per ammanettare Spadino.
- Adelaide Anacleti (stagioni 1-3), interpretata da Paola Sotgiu.
È la madre di Manfredi e Spadino, molto legata agli affetti familiari. Nella seconda stagione, essendo Manfredi in coma, cerca di prendere le redini ed il comando della famiglia in aperto contrasto con il figlio minore Spadino, che a sua volta vuole comandare.
- Cardinale Cosimo Giunti (stagioni 1-2), interpretato da Augusto Zucchi.
È un membro della Commissione Vaticana, legato a Samurai. Nell'affare di Ostia è acerrimo rivale di Sara. Viene ucciso da Samurai per aver disobbedito ad un suo ordine.
- Sandro Monaschi (stagioni 1-2), interpretato da Stefano Santospago.
Marito di Sara e proprietario della Edilcigno srl alla quale dovrebbero finire i terreni di Ostia.
- Gabriella (stagioni 1-2), interpretata da Lucia Mascino.
Componente del parlamento italiano, è la compagna di Forsini nonché l'ex moglie di Amedeo. Lei aveva deciso di lasciarlo perché era stanca della sua mancanza d'ambizione.
- Isabelle Mbamba (stagione 1), interpretata da Lorena Cesarini.
È una prostituta di origine africana. Ingaggiata da Sara e Lele per prostituirsi a Theodosius, lo riprende durante la prestazione sessuale in un video col suo cellulare. Aureliano è deciso ad eliminarla perché testimone scomodo ma ci ripensa e anzi inizia a frequentarla. Durante la prima stagione ha degli scontri con Livia, che non accetta la relazione tra Aureliano ed una ragazza con un passato da prostituta. Il giorno stesso della sua morte, va a vivere da Aureliano, ma durante la sua assenza, viene uccisa da Livia Adami per gelosia e per vendetta verso suo fratello la notte tra il 3 e il 4 marzo 2008.
- Stefano Forsini (stagioni 1-2), interpretato da Diego Ribon.
È un parlamentare, ex Sottosegretario alla Cultura, nonché marito della ex moglie di Cinaglia. Coinvolto in passato in un caso di corruzione sull'eolico, con l'aiuto di Samurai Cinaglia lo ricatta per arrivare ad ottenere la nomina di Taccon a capo dei Musei di Roma.
- Gianni Taccon (stagione 1), interpretato da Pietro Ragusa.
È il funzionario che sostituisce Finucci. Incorruttibile ed integerrimo, viene infine convinto da Cinaglia a firmare l'assegnazione dei terreni di Ostia in cambio della nomina a capo dei Musei di Roma.
- Adriano Latelli (stagioni 2-3), interpretato da Jacopo Venturiero.
Speaker radiofonico che segue le vicende politiche della città. Il rapporto che ha con Samurai, lascia intendere che Adriano abbia collaborato con lui in passato. Quando scopre che Cinaglia è dietro ai disordini di Ostia, si allea nuovamente con Samurai per punire il politico. Dopo la morte di Lele, sentendosi tradito dal boss, avvicina Aureliano e Spadino, alleandosi con loro per vendicarsi di lui. Dopo la morte di Samurai e il lascito testamentario di quest'ultimo, abbandona la scena rifiutando l'eredità.
- Alice De Santis (stagioni 2-3, ricorrente stagione 1), interpretata da Rosa Diletta Rossi.
È la seconda moglie di Amedeo, madre dei suoi due figli; gestisce una profumeria. Viene a sapere degli affari illeciti di suo marito, ma si ritrova a testimoniare di aver visto la contessa uccisa da un immigrato (al posto di Aureliano), per favorire la vittoria di suo marito. Viene uccisa da suo marito lanciata da una rupe di un convento dopo le sue minacce di denuncia.
- Nadia Gravone (stagioni 2-3), interpretata da Federica Sabatini.
Figlia di un piccolo boss di Ostia che instaura un legame sentimentale e di affari con Aureliano, dopo che quest'ultimo uccide suo padre e i suoi due cugini, che la picchiavano e maltrattavano costantemente.
- Cristiana Massoli (stagione 2), interpretata da Cristina Pelliccia.
Poliziotta che ha a che fare con le azioni di Lele, inizia a sospettare di quest'ultimo a seguito di alcuni suoi atteggiamenti strani durante il lavoro. Collabora anche con Mara per scoprire la verità riguardo alla morte di Franco, e scopre in seguito che è stato Lele ad uccidere quest'ultima a seguito di un raptus omicida. Inizialmente apparsa come persona onesta, si stanca presto della sua vita monotona come poliziotta, costringendo così Lele a metterla in contatto con Samurai. Con l'inganno però Lele prende la strada dove si incontra costantemente con i suoi amici, riesce a disarmarla e così a suicidarsi.
- Saverio "Boiardo" Guerri (stagioni 2-3, ricorrente stagione 1), interpretato da Alessandro Bernardini.
È il braccio destro di Samurai, dedito alla riscossione dei proventi illeciti. Viene ucciso assieme a tutta la sua banda da Titto nel secondo episodio della terza stagione.
- Romolo Lucci (stagione 2, ricorrente stagione 1), interpretato da Stefano Fabrizi.
È il boss degli Adami più fidato, prima di Livia dopo la morte di Tullio e poi di Aureliano. Viene ucciso davanti ad Aureliano in un agguato degli Anacleti nella seconda stagione.
- Alex (stagioni 2-3), interpretato da Alessandro Proietti.
È il cugino di Spadino, giunge dal ramo della famiglia che abita in Abruzzo. Richiamato a Roma da Adelaide torna per aiutarla nella gestione degli affari di famiglia. Durante una sparatoria ad Ostia uccide Romolo Lucci, spalla destra di Aureliano. Intuisce la relazione tra suo cugino e Teo e tiene prigioniero quest'ultimo per provare a ricattare Spadino. Viene ucciso da Nadia con un colpo di pistola in testa davanti al semaforo, intento a portare Angelica all'appuntamento da suo padre Vincenzo.
- Cardinale Fiorenzo Nascari (stagioni 2-3), interpretato da Alberto Cracco.
È il cardinale che arriva a Roma per sostituire Pascagni che è appena stato arrestato. Da subito insieme alla Monaschi si occupa del nuovo campo profughi costruito a Ostia e poi lo sgombera come promesso a Samurai che gli ha promesso una nomina pontificia inizialmente destinata al cardinale Giunti. Il boss gli chiede di schierarsi dalla sua parte per far vincere la sinistra, ma il prelato non obbedisce.
- Mara Guagli (stagione 2, ricorrente stagione 1), interpretata da Fiorenza Tessari.
È collega ed amante segreta per 10 anni di Franco Marchilli. Inizia ad indagare sulla morte del compagno con l'aiuto di Lele. Tre mesi dopo, inizia ad indagare con Cristiana riguardo Lele per capire un po' meglio la situazione, arrivando a far pedinare il ragazzo da Cristiana. Quando Lele scopre che Mara lo ha fatto fotografare, la denuncia per abuso di potere, ma lei non si arrende e lo pedina. Minacciandolo con una pistola, gli racconta tutto ciò che ha scoperto, anche se con alcune imprecisioni. Tramortita da Spadino, giunto per salvare Lele, viene uccisa proprio da quest'ultimo in un raptus di follia, affogata al mare, dopo che lei, ferita, ha iniziato ad insultarlo dicendo che suo padre non avrebbe mai voluto avere un figlio del genere.
- Flavio Lucci (stagione 3, ricorrente stagione 2) interpretato da Antonio Bannò.
Figlio di Romolo, collabora anche lui con gli affari di Ostia. Intento a vendicare il padre, alla fine si ricrede e riallaccia i rapporti con Aureliano.
- Sibilla Mancini (stagione 3), interpretata da Marzia Ubaldi.
È una vecchia sodale di Samurai e si vede che ha confidenza con lui poiché è l'unica che lo chiama per nome, Valerio. Viene uccisa dal boss Badali, nell'ultimo episodio della terza stagione, con un colpo in testa.
- Ferdinando Badali (stagione 3, ricorrente stagioni 1-2), interpretato da Emmanuele Aita.
È il figlio di un potente boss mafioso siciliano mandato a Roma insieme ai suoi tirapiedi a trattare con Samurai per l'affare di Ostia.
- Laura (stagione 3), interpretata da Alessandra Roca.
È il legale che assiste Manfredi Anacleti.
- Titto Zaccardelli (stagione 3), interpretato da Claudio Vanni.
Gestisce tutti gli affari di Roma Nord. Ucciderà lui stesso Saverio Guerri e i restanti uomini di Samurai per poi passare dalla parte di Aureliano Adami e Spadino Anacleti.

### Personaggi ricorrenti
- Cardinal Pascagni (stagione 1, ospite stagione 2), interpretato da Pietro Biondi.
È il referente di Sara Monaschi deciso ad aiutarla ad inserirsi nel grande affare dell'accoglienza dei migranti.
- Vincenzo Sale (stagioni 1-3), interpretato da Alessio De Persio.
È il capo di una famiglia sinti che si allea con Manfredi Anacleti a seguito del matrimonio combinato tra sua figlia Angelica e Spadino. Muore nella sparatoria durante l'agguato a Spadino assieme a tutti gli uomini del suo clan.
- Aldo (stagione 1), interpretato da Daniele Amendola.
È il braccio destro di Manfredi Anacleti. Muore durante l'agguato ad Aureliano Adami.
- Consigliere Aristide Gramini (stagione 1), interpretato da Maurizio Bianucci.
È un consigliere comunale che fa parte della commissione per l'affidamento dei terreni di Ostia.
- Consigliere Serri (stagione 1), interpretato da Andrea Cavatorta.
- Gianni (stagione 1), interpretato da Paolo Gattini.
- Boris (stagione 1) interpretato da Daniele Locci.
Cugino di Spadino, di Manfredi e di Alex, viene ucciso da Aureliano a pugni e fracassandogli il cranio sull'asfalto.
- Giacomo Finucci (stagione 1), interpretato da Alessandro Rossi.
È il funzionario revisore della commissione comunale di Roma, fedele a Samurai. Figura decisiva nell'assegnazione dei terreni di Ostia, viene condannato agli arresti domiciliari. Viene ucciso dal Samurai, nel febbraio 2008, che simula un suicidio, per farlo tacere del tutto.
- Ezio Quirino (stagione 1), interpretato da Mario Sgueglia.
È il contabile della famiglia Adami. Dopo la morte di Tullio diventa il compagno di Livia. Ostile ad Aureliano, lo tradisce chiedendo a Samurai di ucciderlo. Livia, scoperto il complotto, lo fa uccidere nel proprio locale.
- Teo (stagione 2), interpretato da Aleph Viola.
È il ragazzo con il quale Spadino conduce una relazione segreta. Amante della musica, è a conoscenza degli affari del suo amante e non sempre è a contatto con lui. Un giorno va sotto casa sua a trovarlo, nonostante gli avvertimenti di Spadino di non presentarsi in quelle circostanze, rendendo così il gioco molto pericoloso. Rapito dal cugino di Spadino, viene costretto a confessare, e dopo che il ragazzo convoca Spadino, viene ucciso da quest'ultimo con enorme dispiacere, per non far sapere nulla alla sua famiglia, evitando così di essere diseredato.
- Enrico Barsacci (stagione 2), interpretato da Gianluca Gobbi.
Esponente politico del centro destra.
- Leo (stagione 3), interpretato da Davide Argenti.
Cugino di Spadino, di Alex e di Manfredi, viene ucciso da Nadia per difendere Aureliano, in quanto armato.
- Vittoria Cinaglia (stagione 3), interpretata da Sofia Ciraolo.
Figlia di Amedeo e Alice.
- Fabrizio Cinaglia (stagione 3), interpretato da Filippo Franzè.
Figlio di Amedeo e Alice.
- Vincent (stagione 3), interpretato da Michael Moses Dodi.
Sacerdote assistente del cardinale Nascari e suo figlio segreto.
- Don Badali (stagione 3, ospite stagione 2), interpretato da Giovanni Federico.
Boss mafioso e padre di Ferdinando.

## Distribuzione
I primi due episodi sono stati presentati in anteprima il 1º settembre 2017 alla 74ª Mostra internazionale d'arte cinematografica di Venezia.
La prima stagione, diretta da Michele Placido, Andrea Molaioli e Giuseppe Capotondi, è stata pubblicata su Netflix il 6 ottobre 2017. Il 29 gennaio 2018 Netflix ha rinnovato la serie per una seconda stagione, pubblicata il 22 febbraio 2019. Il 4 dicembre dello stesso anno la serie è stata rinnovata per una terza e ultima stagione, pubblicata il 30 ottobre 2020.
La serie è trasmessa in prima visione in chiaro da Rai 2.

## Accoglienza

### Critica
Sull'aggregatore di recensioni Rotten Tomatoes, la prima stagione della serie ha ricevuto un punteggio di approvazione pari a 100% con un voto medio di 8 su 10.
Secondo Hanh Nguyen di IndieWire, Suburra è «la risposta italiana di Netflix a Narcos», elogiandone la fotografia e la colonna sonora. Anche Jade Budowski di Decider fa un'analogia con la serie, dicendo che «proprio come Narcos, l'altro grande successo internazionale di Netflix, Suburra presenta agli spettatori una sfilza di personaggi (con cui a volte è difficile tenere il passo), temi di corruzione anche nelle organizzazioni più stimate e un sacco di droghe in circolazione».
David Wharton di Daily Dot afferma che «lo show sa come catturarti fin dall'inizio», aggiungendo che «è un prequel degli eventi trattati nel libro e nel film precedente, quindi se la serie dura abbastanza a lungo, alla fine potrebbe teoricamente fare un adattamento più fedele del libro».
Suburra - La serie è nota per essere la prima serie televisiva italiana a presentare un personaggio mafioso sinti omosessuale (Spadino Anacleti).